# Andevalo
Andevalo (in spagnolo: El Andévalo) è una comarca della Spagna, situata nella provincia di Huelva, in Andalusia.